# Pâtisserie
Ett pâtisserie är ett franskt konditori som specialiserar sig på bakelser och sötsaker. I Frankrike är det en officiell titel på ett konditori som anställer en maître pâtissier (bakelsemästare).